# 白人至上主義

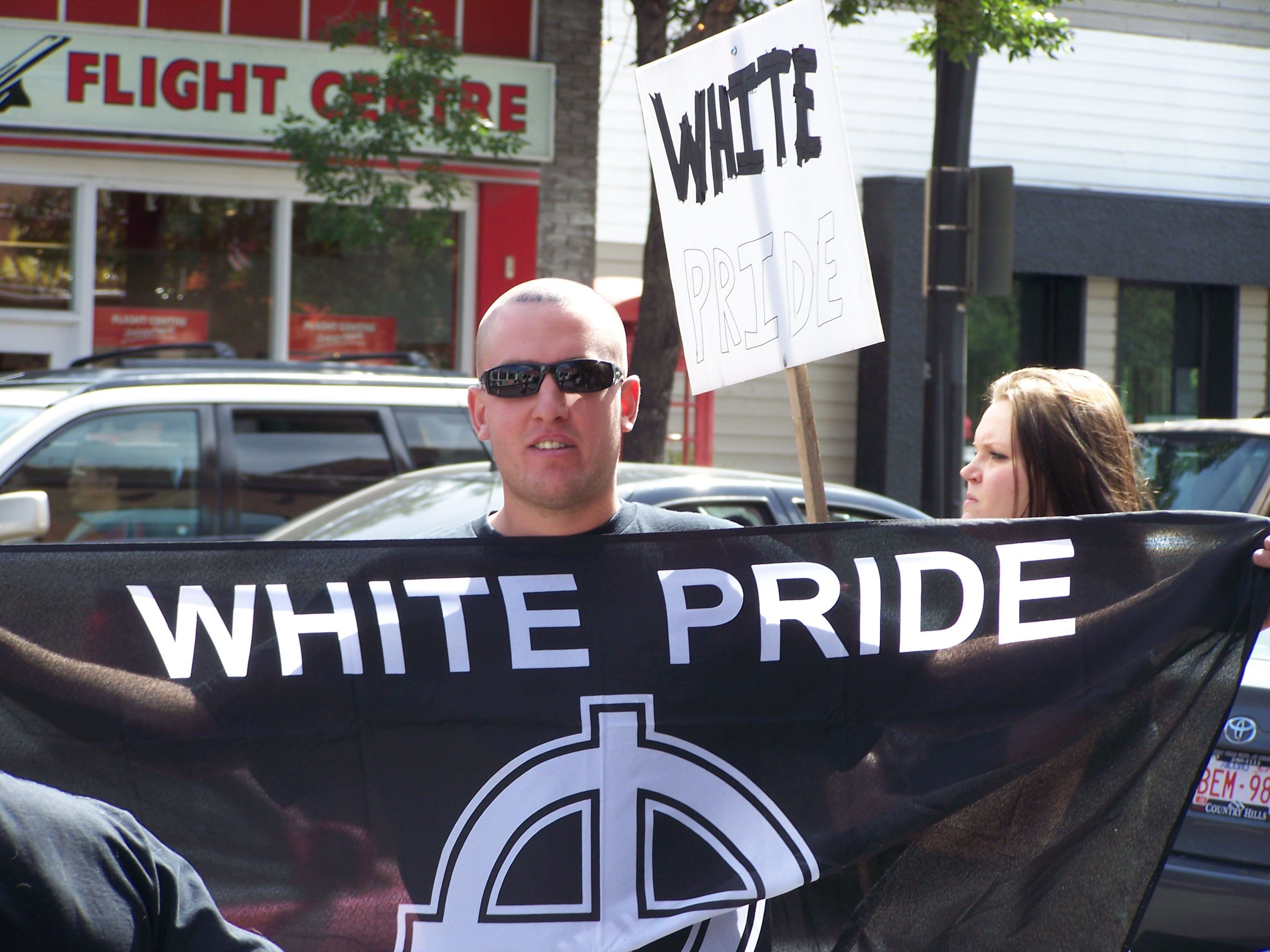
「白人の誇り」をアピールするネオナチ（カナダ、カルガリー、2007年8月25日）

白人至上主義（はくじんしじょうしゅぎ、英: white supremacy）は、人種差別的思想のひとつであり、スローガンとして「ホワイト・パワー」・「ホワイトプライド」という言葉が頻繁に用いられる。
白色人種がそれ以外の人種（インド系やアラブ系、北アフリカ系などの有色のコーカソイドを含む「有色人種」）より優れているという理念であり、この思想を持っている者達を白人至上主義者（はくじんしじょうしゅぎしゃ、white supremacist）と呼ぶ。

## 歴史

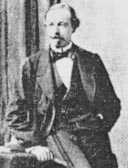
黎明期の白人主義者として知られるゴビノー伯爵。一方で彼は母の先祖に黒人が存在するかもしれないと恐れた。

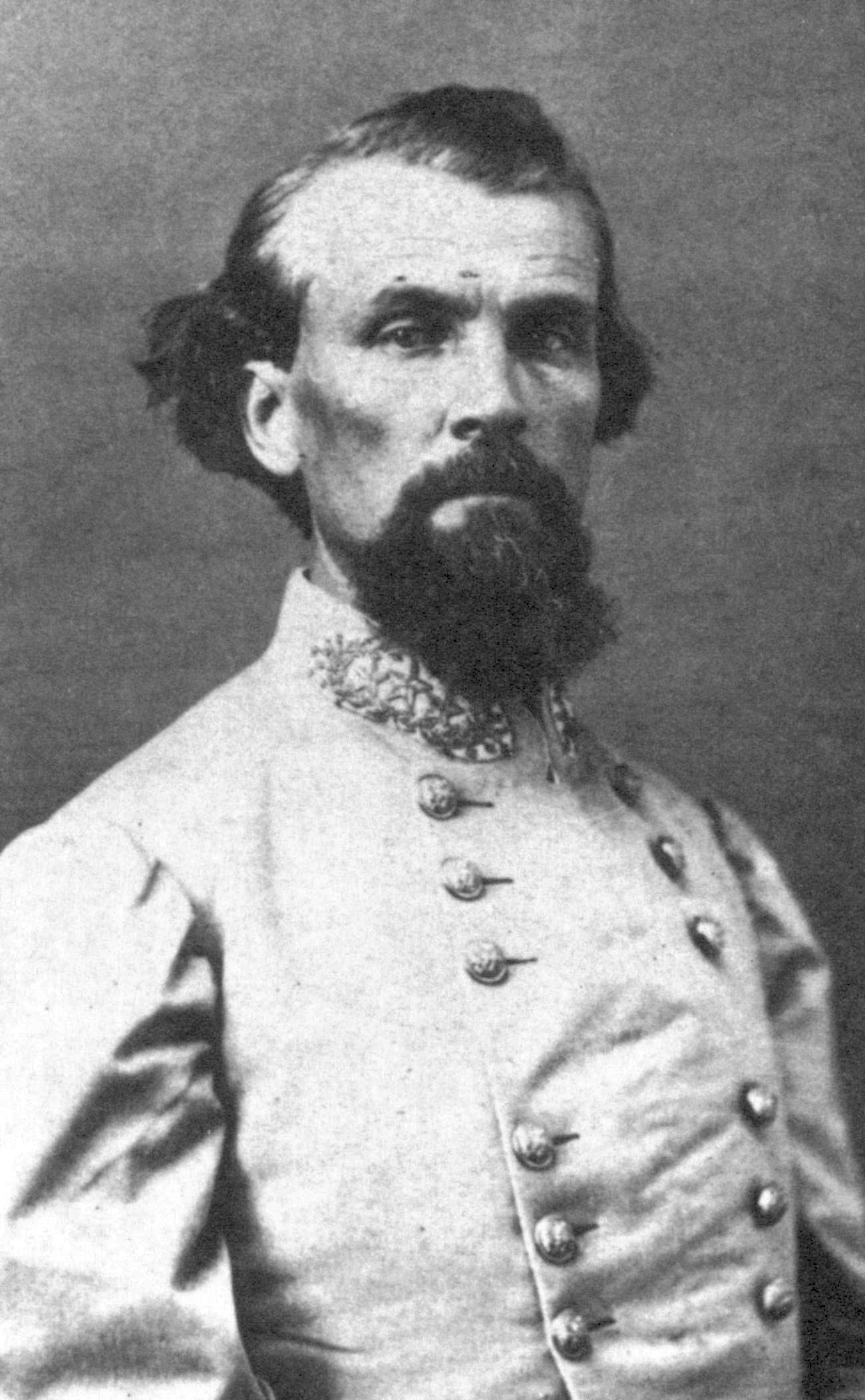
南軍司令官にして元奴隷商人という肩書きを持つネイサン・フォレスト将軍。最初のKKKで指導者の地位にあったが、解散を宣言してKKKから離れる。

当時はチャールズ・ダーウィンらの研究によって生物学（ひいては人種研究）が飛躍的な進化を遂げた時期ではあったが、その研究は現在に比べれば欠陥が多く、導き出された答えにも偏りが存在していた。研究を担う学者達が近代文明を創造したヨーロッパ人で占められていたのも、人種研究に関する公平さを欠く遠因となった。実際、先述した近代生物学の権威たるダーウィンの従兄弟は、白人至上主義の影響を多分に受け、今日では人種区別思想と考えられている優生学を創始したフランシス・ゴルトンであるが、ダーウィンはゴルトンの優生学に対して一定の評価を与えている。古典的な段階における植民地主義や帝国主義の場合、この人種区別的なイデオロギーは一部の無根拠な差別思想を除き問題無く広まっていた。
現代に入って植民地諸国の独立が進み、さらなる進歩を遂げた生物学による人種研究が進められても白人至上主義はヨーロッパ（あるいはその流れを汲む国々）の人々の意識と無関係になったとは言いがたい。各国憲法、国連憲章などにおける人種区別による人種差別の廃止、人種差別撤廃条約や公民権運動などによる働きかけにもかかわらず、合衆国の法学が白人性の概念を取り上げて問題化しているように、そのイデオロギーは存続している。

## 定義
前述の通り、「白人」や「コーカソイド」が他人種よりも優越的であるとの主張である。三大人種などの、色で区別するよりも的確な人種理念を元より作られた経緯を持つ。

アメリカの白人至上主義者は、一滴でも黒人の血液が混ざっていれば黒人であり、白人と見なされないという差別意識を持っていた。

## 白人至上主義の例

### アメリカ

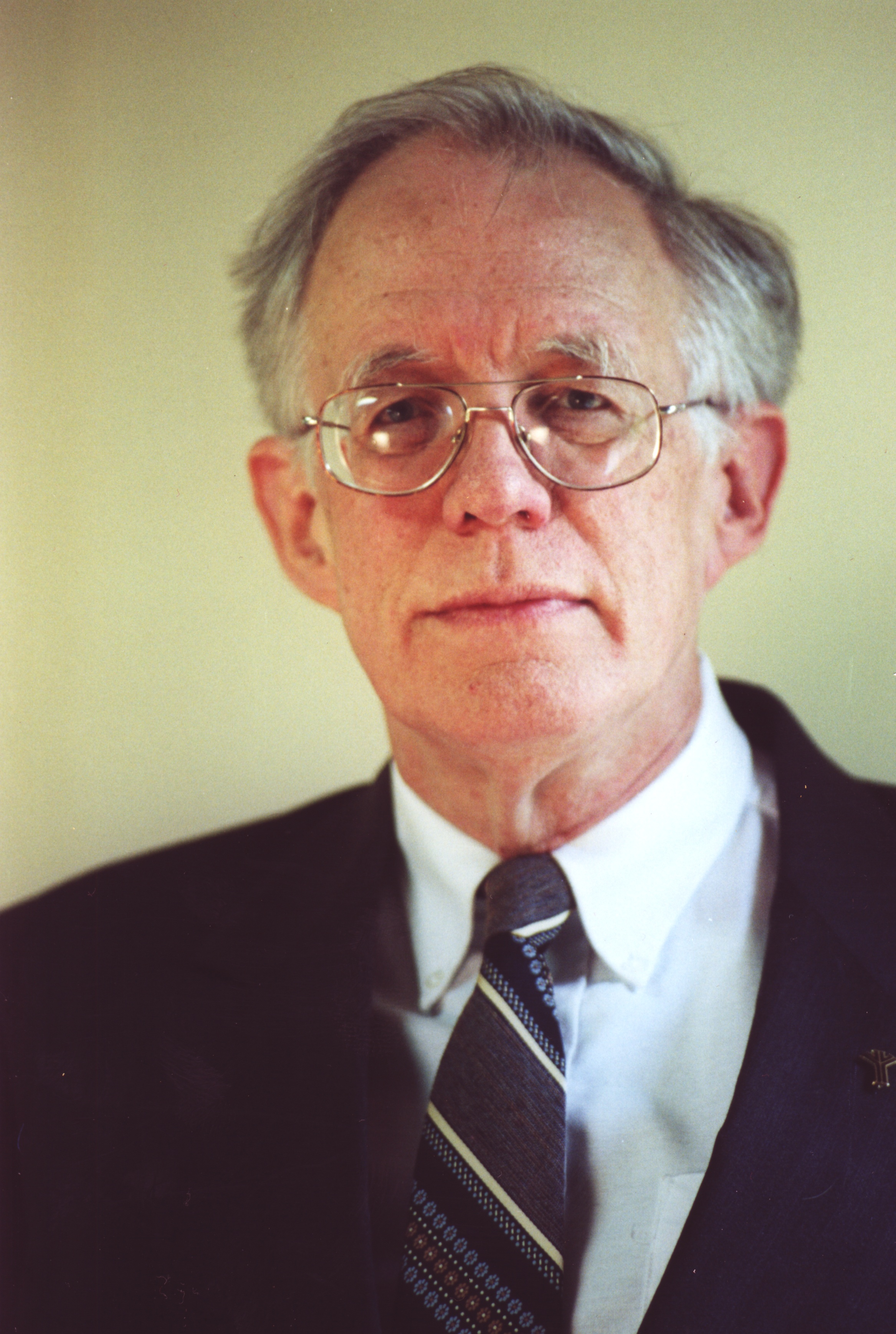
ナショナル・アライアンスの元指導者ウィリアム・ルーサー・ピアース

クー・クラックス・クラン (KKK)
クー・クラックス・クランは、アメリカにおける白人主義の代名詞としてしばしば紹介される著名な団体。元々は南北戦争後に旧南軍兵士らが立ち上げた交遊会であったが、次第に南部の反黒人グループを統合する存在として台頭した。政府により非合法化されたことで一度解体されたが、後にキリスト教原理主義と結びついて（そのため、当初は無かった「反ユダヤ主義」などの宗教的教義が加えられた）、「第2のKKK」として再興された。アメリカ中南部を中心に活動し、最盛期は構成員が知事に選出されるなど権勢を極めた。しかし性愛問題など人種主義から離れた部分への論難やリーダーのスキャンダル事件によって衰退し、現在は無数の小規模組織に分裂している。ウェブサイトストームフロント管理人のドン・ブラックはKKKと太いパイプを持っており、ネット上の白人主義でもKKKが影響力を維持している。
アメリカ・ナチ党
アメリカ・ナチ党は、その名の通り国家社会主義ドイツ労働者党（NSDAP、ナチ党）の後継を自負するネオナチ系団体で、退役軍人のジョージ・リンカーン・ロックウェルによって結成された。ナチスのアーリア人主義（ヒトラーは「アーリア人」を「白人」と同意義の用語として用いていた）と反共主義を掲げ、また反ユダヤ主義の観点から「第2のKKK」を離脱した者達も多く含まれていた。とはいえヨーロッパのネオナチ運動が必ずしもナチズムと同一ではない様に、彼らもまた独特の政治的主張を行っていた。指導者ロックウェルが暗殺された後には党の名を国家社会主義白人党と改め存続している。この運動は後述するナショナル・アライアンスへと繋がり、アメリカの白人主義者へ多大な影響を与え続けていく。
ナショナル・アライアンス
ナショナル・アライアンスは、かつてアメリカ・ナチ党の幹部であった物理学者ウィリアム・ルーサー・ピアースによって指導された運動。思想自体は概ねアメリカ・ナチ党と変わらないが、ピアースの元でアメリカ最大のネオナチ組織の1つにまで拡大した。またピアースがアンドリュー・マクドナルドのペンネームで発表した小説『ターナー日記』は現在でも白人至上主義者のバイブルの1つと見なされている。『ターナー日記』は近未来の米国における人種間闘争を題材としており、その中で「民族の裏切り者」に対する激しい暴力が描かれている。
ジョン・バーチ協会
1958年に、ロバート・ヘンリー・ウェルチによって結成された、極右、白人至上主義団体である。
プラウド・ボーイズ
ドナルド・トランプの大統領選挙のころから、活動を活発化させてきた白人至上主義団体。アメリカ合衆国国会議事堂襲撃事件に関与して、メンバーの何人かが共謀罪で逮捕された。
オルト・ライト
ドナルド・トランプの大統領選挙のころから、注目を集め始めた白人至上主義団体。集団に所属している者と、個人で活動している者の両方を含むセクトと見られている。
ホワイト・アーリアン・レジスタンス
ホワイト・アーリアン・レジスタンス(WAR)は、KKKとアメリカ・ナチ党双方の流れを汲む極右団体。「白人によるクーデターで連邦政府の打倒と、人種別住み分け国家の樹立」を主張している。彼らはアメリカにおける人種対立の遠因は「他なる存在との共生」にあると考え、その象徴たる連邦政府こそが真の敵であると述べている。1988年11月に、WARの一派であるイーストサイド・ホワイトプライドのメンバー3人が、エチオピアからの移民を殴り殺すという、残虐な事件を起こしている。
アメリカン・ルネサンス
ジャレッド・テイラーによって1990年に設立された自称シンクタンク「ニューセンチュリーファウンデーション」を基にしており、疑似科学研究と白人優位性研究を主体とする『アメリカン・ルネサンス』誌を出版している。人種差別者を監視する南部貧困法律センターの白人至上主義グループにリストされている。代表のテイラーは、宣教師の子として16歳まで日本で育ち、『日本の光と影』『シャドウ・オブ・ジャパン―日本と日本人の弱点を抉る 』などの著書をもつ。日本語を話すことができ、日本での就労経験もある。
その他
アメリカでは独立戦争以来、市民が独自に自衛団的な民兵組織（主に「ミリシア（民兵団）」と総称される）を複数、形成している。その内容や行動理念は様々だが、その中にはネオナチやKKKなどの白人至上主義・キリスト原理主義の影響を受けたと思われるグループも存在している。

### ドイツ
ドイツ国家民主党（現・祖国）が存在する。
1964年設立の白人至上主義団体で、外部からはネオナチと見られている

### オーストラリア
白豪主義と呼ばれる強烈な白人至上主義で知られ、過去には先住民アボリジニに対する虐殺や、第二次世界大戦時における日本軍兵士捕虜に対する虐待やアメリカの黒人部隊の上陸の拒否などで知られる。
先住民を虐殺、放逐した結果誕生した白人国家であることから、近年にいたっても白人至上主義的な言動が多い。具体例として2005年にシドニー郊外のクロナラ・ビーチに5000人を超える白人が集まり、暴徒化した白人集団による中東系移民への無差別襲撃が発生した（クロナラ暴動）他、アジア人移民を拒否し白豪主義に戻ろうとする極右政党「ONE NATION」の台頭などが挙げられる。
2008年に、オーストラリアの大学がオーストラリア人1万2500人を対象に人種差別について10年かけて調査した結果を発表した。それによると、回答者の46%は「特定の民族はオーストラリアにふさわしくない」と回答。特にイスラム教徒や黒人、アボリジニに対する差別意識が根強いとされる。また、およそ10%が「異民族間結婚は認められず」、同じく10%が「自分たちよりも劣る民族がいる」と回答しており、未だに白人至上主義的な人種差別意識が残っていることが窺える。

### ニュージーランド
2019年には二つのモスクを標的としたクライストチャーチモスク銃乱射事件が起き、50人のイスラム教徒が殺された。容疑者は反イスラムの白人至上主義者であり、移民少数民族の排除を主張していた。容疑者が残したマニフェストでは、ほぼすべての非白人少数派への敵意が語られていた。
ニュージーランドでは、アメリカ同時多発テロ事件およびISILの勃興以来反イスラム主義が盛んとなり、イスラム教徒のコミュニティを対象とした諜報活動が行われていた 。専門家はニュージーランドで極右勢力が伸長していたと述べる。クライストチャーチ自体が、白人至上主義者の温床であったとされる。

## ファッション業界の白人至上主義
欧米社会における理想の美人像は、ヨーロッパ系の白人女性であることが多い。白人至上主義の一つの表れとして、白人女性を美の基準としていることが挙げられる。
2013年の秋冬のニューヨーク、ロンドン、ミラノの一流ファッションショーで8割以上の登壇者が白人だった。世界最大のファッションイベントの一つであるニューヨーク·ファッションウィークの2014年のレポートによると、参加モデルの内訳は、白人82.7%、アジア系9%、黒人6%、ラテン系2%であり、白人モデルが圧倒的多数を占めた。業界では多様性を向上させなければならないという機運があり、その後2015年から2020年まで年毎に非白人の比率が上昇した。

## 白人至上主義者の人種への性的な好み
『ニューヨーク・タイムズ』の「オルタナ右翼のアジア系フェティッシュ」という記事によると、黒人男性ジョージ・フロイド死亡事件の加害者であるデレク・ショーヴィンの妻がフモン系アメリカ人だったように、「白人男性のナショナリストは、アジア系女性を（性的に）好む傾向がある」という。
『デイリー・ストーマー』創設者のアンドリュー・アングリン、国家政策研究所所長のリチャード・B・スペンサー、オルタナ右翼のソーシャルメディアパーソナリティであるマイク・セルノヴィッチなどはアジア系女性と交際・結婚している。特に、リチャード・B・スペンサーは「アジア系には何かがある。可愛いし、頭もいいしね」と述べており、白人がそれ以外の人種より優れているとして、非白人の排斥を叫ぶ白人至上主義者が「アジア系女性を好む」のは奇妙であるが、『ニューヨーク・タイムズ』によると「そこに矛盾はない」という。
その理由をアジア系といえば「よく働き」「向上心があり」「表面的には白人主流のアメリカ社会に同化しようと努めている」モデル・マイノリティというステレオタイプであり、「このアジア系のモデル・マイノリティ俗説によって、白人ナショナリストから受け入れられやすくなっているのかもしれない」という。
さらに、アジア系女性は「従順かつ寡黙」「（男性に性的快楽を与える意味で）性欲旺盛」であるというステレオタイプであり、「白人ナショナリストらは、こうした2つの俗説を混ぜこぜにして」おり、こうしたステレオタイプは「極右のミソジニーや反フェミニストの価値観にも一致」し、「（アメリカ育ちの）白人女性はフェミニストになりすぎた」、一方でアジア系女性は「性的にも男性に尽くす傾向があり、比較的小柄かつスリムで、色白」「女性らしさについての（昔ながらの）西洋的な規範に合うもの」であるから、アジア系女性を選ぶ白人至上主義者が少なくないのではないかと述べている。さらに『ザ・リリー』は、アジア系女性に対するステレオタイプとして「子どもへの教育熱心、成功への執着、家族全体が繁栄することへの積極性」を挙げており、白人至上主義者がアジア系女性を「性的であると同時に、結婚相手としても理想的」と見る傾向があるとしている。
2015年にチャールストン教会銃撃事件を起こした白人至上主義者のディラン・ルーフは、犯行声明文で「東アジアの民族を尊敬する」「東アジア系は他の民族を差別するので、我々白人との良き同盟が築けそうだ」と述べており、白人至上主義者には、アジアを賞賛する者が少なくなく、『バイス(雑誌)』は、白人至上主義者は「特に日本が好き」であり、それは「白人至上主義者は日本を『単一民族のユートピア』として見ているから」であり、『Plan A Magazine』は、「アジア、特に日本は、社会的および政治的な保守主義によって守られている長い伝統があるから」だと説明している。
白人至上主義者によるアジア礼賛をたどっていくと、アドルフ・ヒトラーに行き着き、ヒトラーは1945年に「私は中国人や日本人を、自分たちより劣っているとみなしたことはない。彼らの古代文明しかり、その歴史は私たちドイツ人のものより優れていると私は認めている」と語っており、『バイス(雑誌)』は、「現代の白人至上主義者たちは、ヒトラーのアジア偏愛にさらなる独自解釈を加えて作り上げた、全く別の虚像に心酔している」と報じている。
白人の求める日本人像はステレオタイプな東洋人である傾向で、なぜ日本のアニメキャラが白人風なのかという要求もあり、釣り目で描かれたセーラームーンがアジア系の「正しい」描写として称賛されたこともあった。しかしこれにはむしろ日本人からの批判があり、日独ハーフのサンドラ・ヘフェリンはそうした発想は「日本人にはこうあってほしい」という一部の欧米人の歪んだ願望であると述べている。なお、マレーシア人によるこのファンアートは、自身の妹をモデルにしたものであり、本来そこに特定の思想や価値観は込められていない。